# Thrax (Töpfer)
Thrax war ein griechischer Töpfer, tätig in der Mitte des 6. Jahrhunderts v. Chr. in Athen. Der Name weist auf eine mögliche Herkunft aus Thrakien.
Er ist nur bekannt durch seine Signatur auf einer Bandschale in Taranto, Museo Nazionale IG 6222. Er gehört zu den Kleinmeistern. Dargestellt ist eine Szene mit einem Hopliten und einem Viergespann und könnte möglicherweise ein Apobatenrennen darstellen. Ganz ähnliche Darstellungen finden sich auf Vasen des Hermogenes.